# Frälsningsarméns sångbok
Frälsningsarméns sångbok är namnet på Frälsningsarméns psalmböcker. 

## Utgåvor
- Frälsningsarméns sångbok 1882 - första utgåvan med 44 engelska armésånger, i huvudsak översatta av Fredrik Engelke.
- Frälsningsarméns sångbok 1883 - en utökad version kompletterad med sångerna nr 45-97
- Frälsningsarméns sångbok 1884 - namngavs som Strids-Sånger med flera olika upplagor fram till 1897
- Frälsningsarméns sångbok 1897 - en revision av tidigare utgåvor av Strids-Sånger. Till denna sångbok finns det även en musikversion under namnet:
  - Musik till Frälsningsarméns sångbok 1907
- Fälttågs-Sånger 1916-1917 -  utgiven 1916 av Frälsningsarméns högkvarter i Stockholm 1916. Innehåller 74 sånger med musikhänvisning.
- Frälsningsarméns sångbok 1929 . ny reviderad utgåva som följdes av en utgåva några år senare med samma innehåll där endast en omgruppering genomförts. Till denna sångbok finns det även en musikversion under namnet:
  - Musik till Frälsningsarméns sångbok 1930 (Supplement till Musik till Frälsningsarméns sångbok 1907)
- Frälsningsarméns sångbok 1943 - har sannolikt identiskt innehåll med den omgrupperade upplagan från 1929 års sångbok (tryckår 1943, första utgivningsår framgår inte och någon officiell revidering av sångboken skedde inte då, men psalmernas nummer i tidigare utgåvor anges)
  - Musik till Frälsningsarméns sångbok 1945 (Fyrstämmigt arrangerad för piano)
  - Även MusikJournaler för Hornmusikkårer (Brassband) finns till denna sångbok.
- Frälsningsarméns sångbok 1959 trycktes i nu oförändrad upplaga som Frälsningsarméns sångbok 1968 även utgiven med musikversion under namnet:
  - Musik till Frälsningsarméns sångbok 1978
- Frälsningsarméns sångbok 1990
  - För sång nummer 1 - 325, se Psalm 1-325 i den ekumeniska psalmboken
  - För sång nummer 326 - 870, se Frälsningsarméns sångbok nr. 326-870
- Sångboken 1:a upplagan utgiven 1996, 2:a uppl. 1998
- Stridssånger, flera sångböcker utgivna på 1880- och 1890-talen.

## Andra sångsamlingar utgivna av Frälsningsarmén
- Sjung inför Herren
- Sång och spel